# Сент-Пол-Чарлстаун
Сент-Паул-Чарлстаун (англ. Saint Paul Charlestown Parish) — один из 14 округов (единица административно-территориального деления) государства Сент-Китс и Невис. Расположен на острове Невис. Административный центр и крупнейший город — Чарлстаун, являющийся одновременно административным центром всего острова. Площадь 3,5 км² (самый маленький округ в федерации), население 1 820 человек (2001).

## Особенности территории
Остров Невис, будучи практически круглым, был разделён на пять округов подобно нарезанному ломтиками торту. Каждый округ получил часть береговой линии и часть вулкана Невис в центре. Сент-Паул-Чарлстаун имеет наиболее короткую береговую линию среди других округов — около 800 метров. От развитого побережья, которое почти полностью занято портом Чарлстаун границы округа идут вглубь острова по склонам вулкана Невис, поросшими тропическими лесами.

## Экономика
Сент-Паул-Чарстаун — экономический центр Невиса. Большинство коммерческих предприятий острова размещена здесь, существенная часть рабочей силы острова используются в Чарлстауне. Округ, и особенно Чарлстаун — основной центр международных финансовых услуг, которые являются главной отраслью дохода округа. Порт Чарлстаун является вторым величине портом государства, и в основном используется для сообщения с Бастером и Монтсерратом.